# Musikjahr 1620
Liste der Musikjahre

◄◄ | ◄ | 1616 | 1617 | 1618 | 1619 | Musikjahr 1620 | 1621 | 1622 | 1623 | 1624 | ► | ►►

Weitere Ereignisse
Dieser Artikel behandelt das Musikjahr 1620.

## Ereignisse
- Marcià Albareda wird 1620 an der Kathedrale von La Seu d’Urgell zum Kapellmeister ernannt.
- Aurelio Bonelli wirkt 1620 in Bologna an der Kirche San Giovanni in Monte.
- William Brade wirkt in den Jahren 1619 bis 1620 in Güstrow.
- Thomas Campion stirbt 1620 in London, wahrscheinlich an der Pest.
- Christian Erbach, der seit 1602 für die Stadt Augsburg mehrere Ämter übernommen hat, erhält 1620 eine weitere Vertragsverlängerung.
- Michelangelo Galilei veröffentlicht 1620 in München mit Il primo libro d’intavolatura di liuto seine ersten Kompositionen für die Laute in Tabulatur.
- Francesco Soriano, der seit 1586 in Rom als Chormeister in drei verschiedenen Kirchen tätig war, darunter als Leiter der Cappella Giulia Giulia am Petersdom, geht 1620 in den Ruhestand.
- Michael Praetorius, der seit 1614 sein dreibändiges Werk Syntagma musicum herausgibt, veröffentlicht 1620 in Wolfenbüttel als Teil des zweiten Bandes sein Theatrum Instrumentorum seu Sciagraphia. Das Werk enthält Abbildungen von zeitgenössischen Musikinstrumenten und eine Klassifizierung der Musikinstrumente, die heute wichtige Quellen für den historischen Musikinstrumentenbau darstellen.

Klassifizierung der Musikinstrumente durch Michael Praetorius in seinem Werk Theatrum Instrumentorum seu Sciagraphia.

- Merten Friese stellt die Orgeln in der Hospitalkirche Heilig Geist und St. Bartholomäi in Danzig fertig.
- Acht Gymnasiasten gründen 1620 das collegium musicum civitatis sangallensis, Ursprung des heutigen Oratorienchors St. Gallen.

## Instrumental- und Vokalmusik

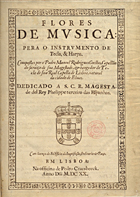
Manuel Rodrigues Coelho – Flores de musica, Titelblatt (1620)

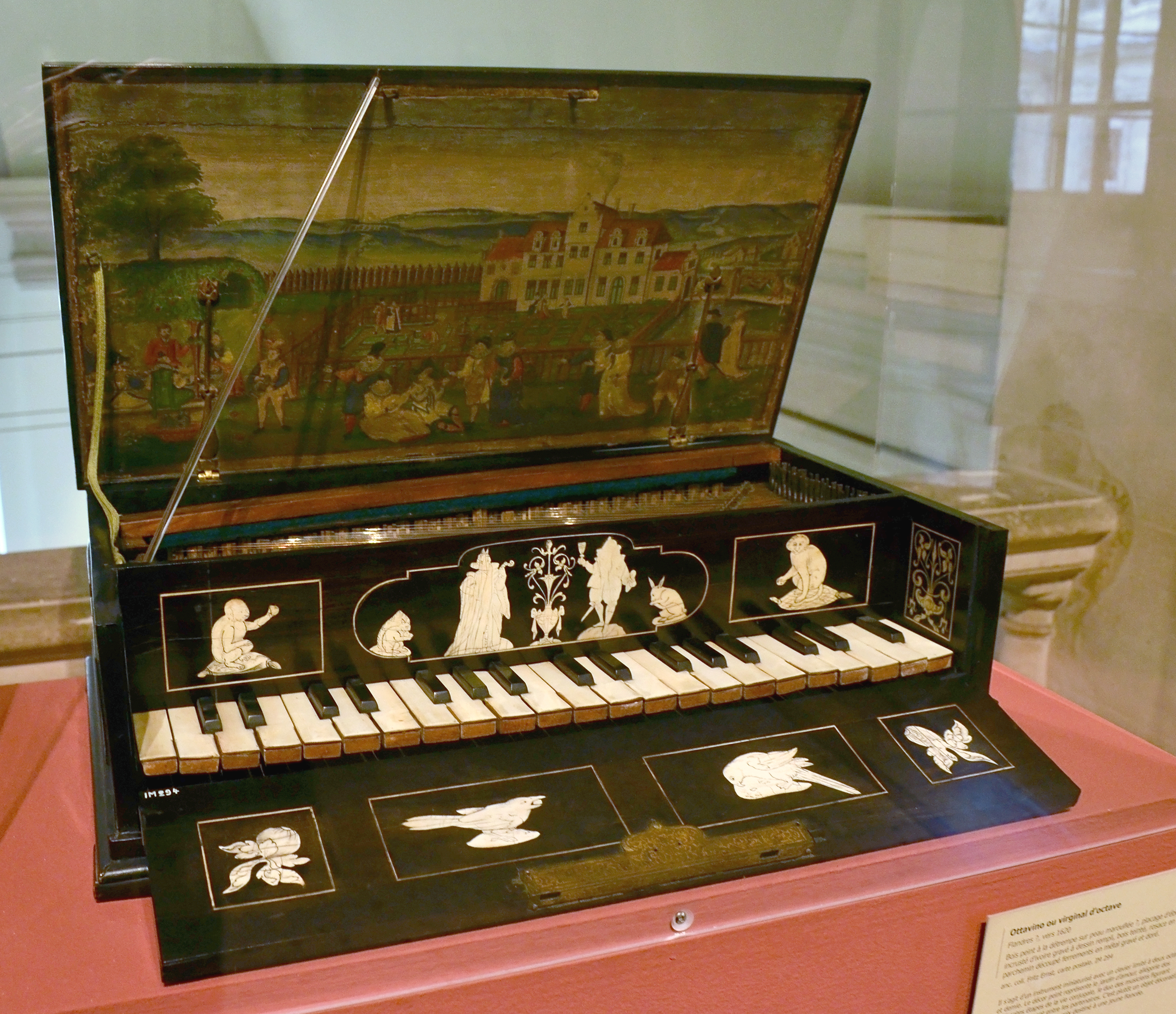
Anonymus – Oktav-Virginal (Ottavino), um 1620

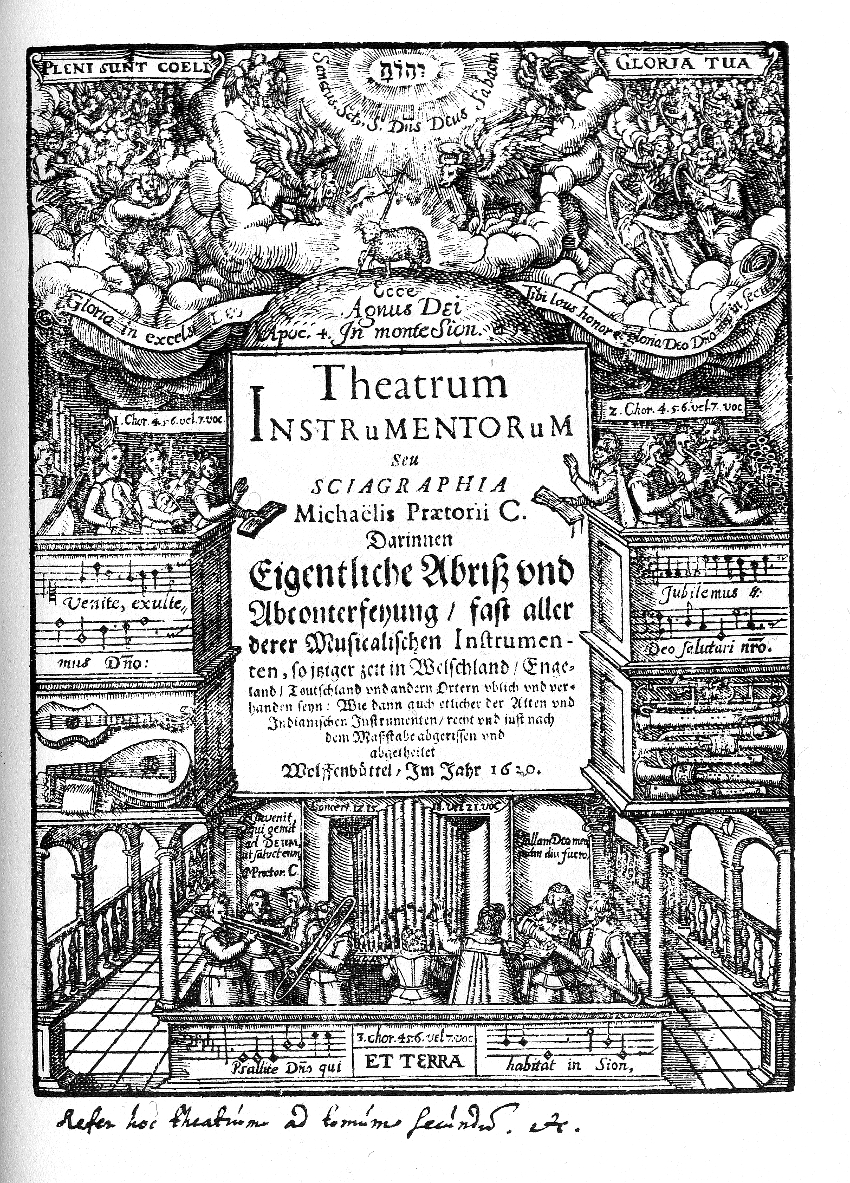
Syntagma Musicum Theatrum Instrumentorum seu Sciagraphia

- Agostino Agazzari – Stille soavi di celeste aurora..., op. 19, Venedig: Bartolomeo Magni für Gardano (Sammlung von Madrigalen)
- Giovanni Francesco Anerio – Rime sacre concertate, Rom: Giovanni Battista Robletti
- Adriano Banchieri – erstes Buch der Messen und Motetten arrangiert für eine Bass und zwei Tenorstimmen mit Orgelbegleitung, op. 42, Venedig: Alessandro Vincenti
- Aurelio Bonelli – Messen und Motetten zu vier Stimmen, Venedig: Alessandro Vincenti
- Antonio Cifra
  - Psalmi Sacrique Concentus zu acht Stimmen, Assisi: Giacomo Salvi
  - Motetten zu vier Stimmen, Rom: Giovanni Battista Robletti
- Manuel Rodrigues Coelho – Flores de musica pera o instrumento de tecla & harpa, Lissabon: Pedro Craesbeck (früheste in Portugal gedruckte Musik für Tasteninstrument)
- Christoph Demantius
  - Threnodiae zu vier, fünf und sechs Stimmen, Freiberg: Georg Hoffmann (Sammlung von Beerdigungsmusik)
  - Hochzeitliche Concert-Motet zu acht Stimmen, Freiberg: Georg Hoffmann (Epithalamium für die Hochzeit von Augustus von Schönberg und Ursula Haubold am 6. März)
  - Frommer Eheleut Hochzeit Geschenck zu acht Stimmen, Freiberg: Georg Hoffmann (Epithalamium für die Hochzeit von Johann Hassen und Susanna Horn am 30. Mai)
- Richard Dering
  - Canzonettas zu vier Stimmen mit Basso continuo, Antwerpen: Pierre Phalèse
  - Canzonettas zu drei Stimmen mit Basso continuo, Antwerpen: Pierre Phalèse
- Melchior Franck
  - Neues Hochzeitgesang (Gott wird die Braut erhaschen) auss dem alten Christlichen Gesang zu fünf Stimmen, Coburg: Kaspar Bertsch (Hochzeitsmotette)
  - Schöner trostreicher Text ausz dem 15. Capittel Syrachs zu sechs Stimmen, Coburg: Andreas Forckel (Hochzeitsmotette)
- Thomas Fritsch – Novum et insigne opus musicum, Breslau
- Michelangelo Galilei – Il primo libro d'intavolatura di liuto, München
- Giovanni Battista Grillo – Kompositionen, in: Due mottetti in Symbolae diversorum musicorum, a 2, 3, 4 e 5 voci…, Lorenzo Calvi
- Pierre Guédron – fünftes Buch der airs de cours zu vier und fünf Stimmen, Paris: Pierre Ballard
- Bartholomäus Helder – Cymbalum Davidicum, Erfurt (25 Psalmlieder in anspruchsvollerem motettischem Satz)
- Sigismondo d’India – La caccia favola pastorale, Turin
- Scipione Lacorcia – drittes Buch der Madrigale zu fünf Stimmen, Neapel: Costantino Vitale
- Ivan Lukačić – Sacrae cantiones zu einer bis fünf Stimmen, Venedig: Gardano (Sammlung von Motetten)
- Carlo Milanuzzi – Aurea Corona di scherzi poetici scelti da la Ghirlanda dell' Aurora zu zwei, drei und vier Stimmen mit Basso continuo, op. 3, Venedig: Alessandro Vincenti
- Giovanni Bernardino Nanino
  - Venite exsultemus Domino zu drei Stimmen mit Orgelbass, Assisi: Giacomo Salvi
  - Salmi vespertini zu vier Stimmen, Rom: Giovanni Battista Robletti
- Giovanni Palazzotto e Tagliavia – zweites Buch der Madrigale zu fünf Stimmen, Palermo: Giovanni Battista Maringo Martin Peerson – Private musicke, or the first booke of ayres and dialogues, contayning songs of 4. 5. and 6. parts, London: Thomas Snodham
- Francesco Rasi – Dialoghi rappresentativi
- Giovanni Battista Riccio – Il terzo libro delle Divine Lodi, Venedig
- Thomas Simpson – Allegrezza musicale, Frankfurt

## Musiktheoretische Schriften
- Michael Praetorius – Theatrum Instrumentorum seu Sciagraphia, Wolfenbüttel

## Geboren

### Geburtsdatum gesichert
- 06. September: Isabella Leonarda, italienische Nonne und Komponistin († 1704)
- 00. Dezember: Adam Drese, deutscher Kapellmeister und Komponist († 1701)

### Geboren um 1620
- Giovanni Battista Granata, italienischer Gitarrist und Komponist († 1687)
- Martin Köler, deutscher Komponist und Kapellmeister († um 1703)
- Peter Meier, deutscher Organist und Komponist († um 1677)
- Anna Renzi, italienische Opernsängerin († nach 1662)

## Gestorben

### Todesdatum gesichert
- 01. März: Thomas Campion, englischer Komponist, Dichter und Arzt (* 1567)

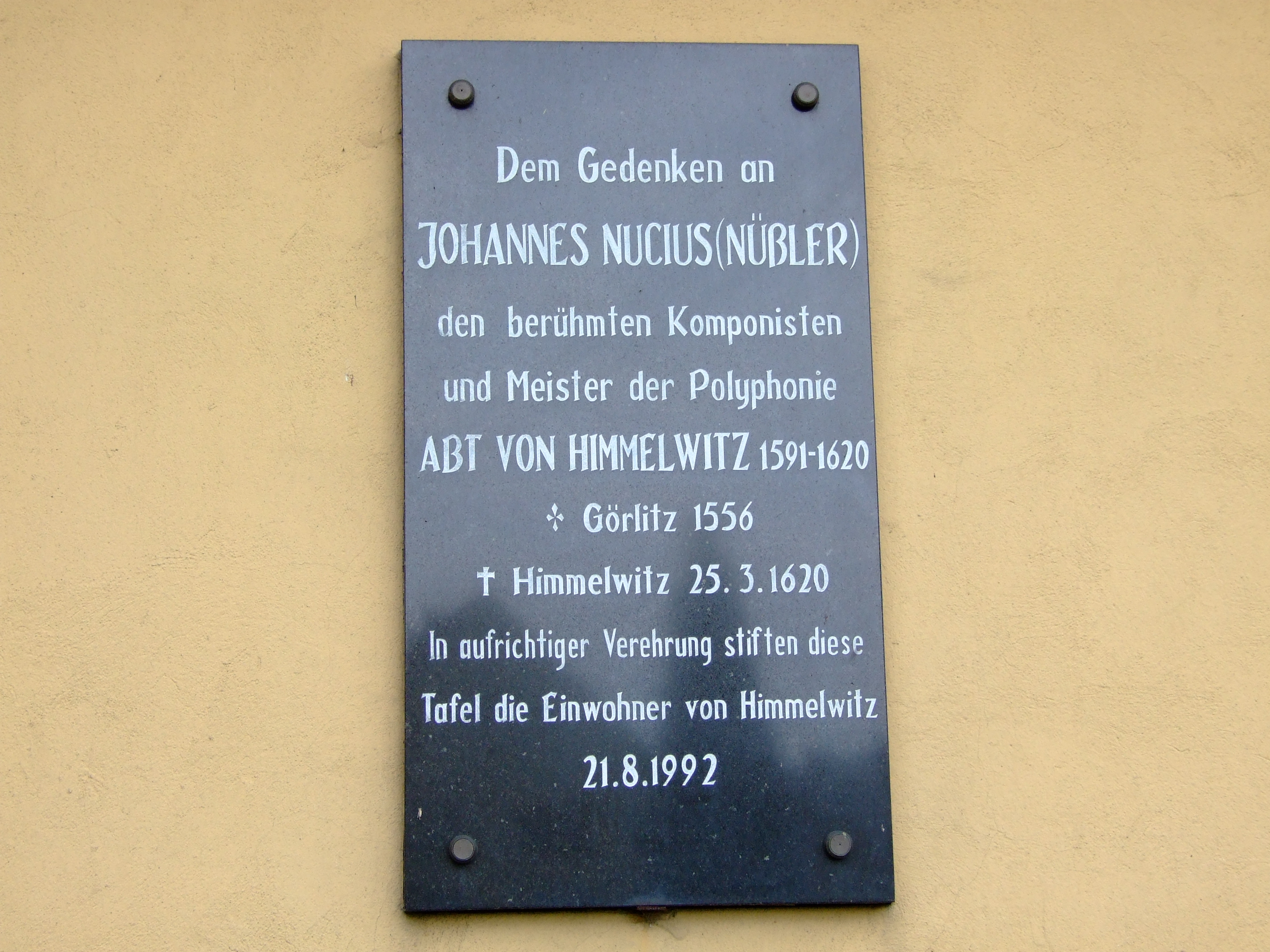
Gedenktafel für Johannes Nucius

- 25. März: Johannes Nucius, deutscher Komponist und Musiktheoretiker (* 1556)
- 02. August: Carl Luython, franko-flämischer Komponist und Kapellmeister (* 1557 oder 1558)

### Genaues Todesdatum unbekannt
- Joachim van den Hove, flämisch-niederländischer Komponist und Lautenist (* 1567)
- Riccardo Rognoni, italienischer Komponist (* vor 1550)

### Gestorben vor 1620
- Thomas Fritsch, deutscher Geistlicher und Komponist (* 1563)

### Gestorben um 1620
- Valerio Bona, italienischer Komponist (* um 1560)

### Gestorben nach 1620
- Aurelio Bonelli, italienischer Organist, Komponist und Maler (* 1569)